# Institut français du Bénin
L'Institut français du Bénin fait partie du réseau mondial des instituts français.

## Historique
Bien que le bâtiment qui abrite son bureau principal de Cotonou date de 1963, l'institut français du Bénin a officiellement vu le jour le 1er janvier 2012, dans le cadre d’une réforme mondiale du réseau culturel et de coopération du ministère de l'Europe et des affaires étrangères initiée par la loi du 27 juillet 2010, en remplacement des activités culturelles françaises dans le pays jusque-là réunies au sein de l'association Culturesfrance, apportant une meilleure unité et une plus grande simplicité de gestion. Les services de coopération universitaire, éducative, linguistique et culturelle de l’ambassade de France ont ainsi fusionné pour devenir l’Institut français du Bénin (IFB).

## Rôle
L'IFB propose diverses activités culturelles, en plus des cours et classes de français. Ainsi, l'IFB créée des évènements à visée nationale, régionale ou locale, selon les projets; il participe également à des évènements externes, dans le cadre de la promotion de la culture et des échanges entre la France et le Bénin.

## Informations générales
L'IFB est divisé en deux bureaux, le site principal de Cotonou et une antenne à Parakou.
Il dispose de médiathèques ouvertes au public comportant plus de 30 000 ouvrages, d'un auditorium, d'une salle d'exposition et de deux salles de spectacle.
En plus des nombreux cours et examens de français que l'IFB dispense, il propose également des cours de fongbé, afin de permettre à ses apprenants une meilleure immersion et une compréhension plus vaste des différentes cultures du pays.

### Quelques images

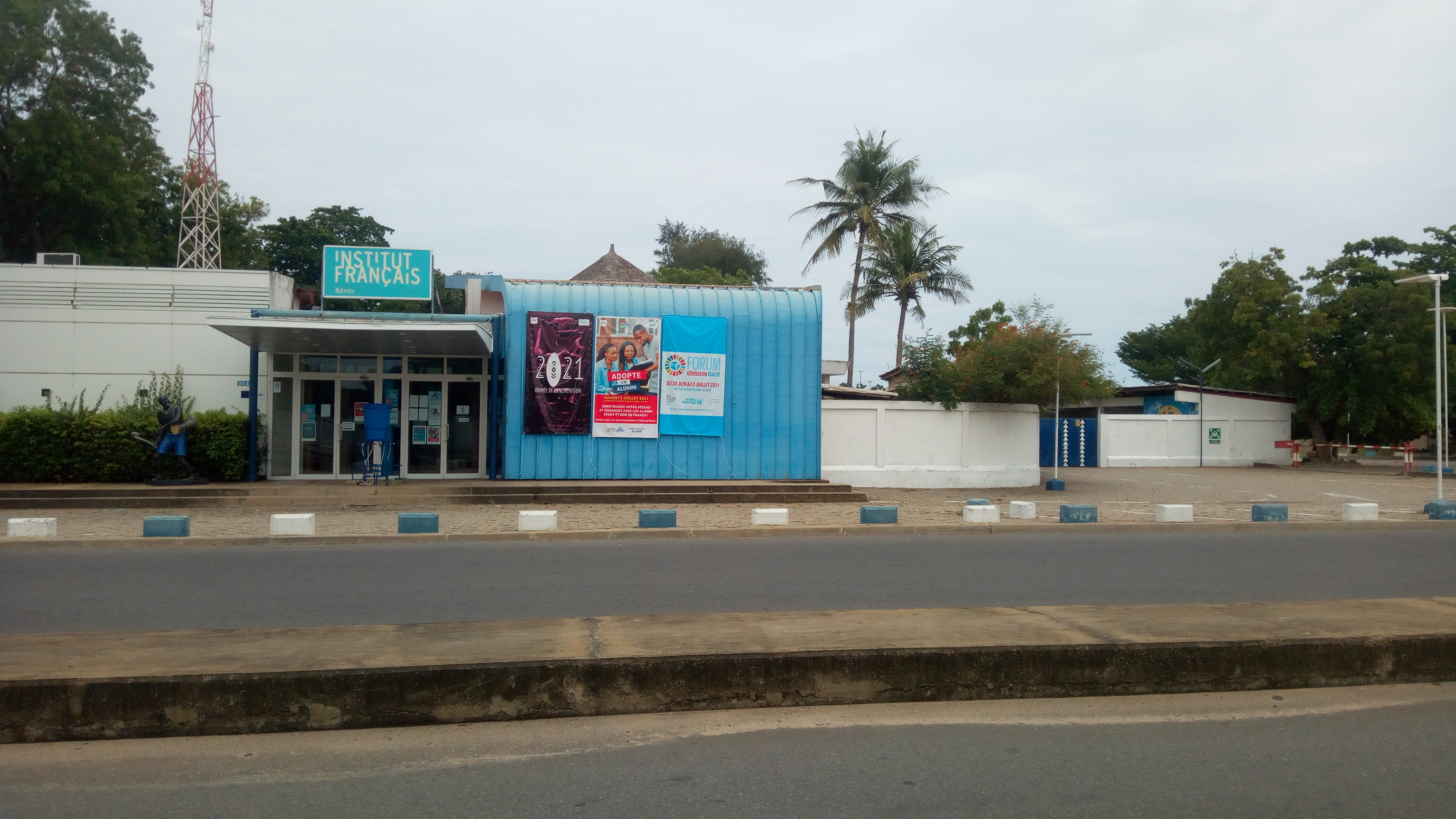
Institut français du Bénin